# HVC in het seizoen 1957/58
Het seizoen 1957/1958 was het vierde jaar in het bestaan van de Amersfoortse betaaldvoetbalclub HVC. De club kwam uit in de Eerste divisie A en eindigde daarin op de derde plaats. Tevens deed de club mee aan het toernooi om de KNVB Beker, hierin werd in de derde ronde verloren van Rheden (1–2).

## Wedstrijdstatistieken

### Eerste divisie A
|       | AGOVV | Alkmaar '54 | D.F.C | DWS   | EDO   | Excelsior | De Graafschap | Helmond | RBC   | Roda Sport | SVV   | Vitesse | Volendam | VSV   | Willem II |
| ----- | ----- | ----------- | ----- | ----- | ----- | --------- | ------------- | ------- | ----- | ---------- | ----- | ------- | -------- | ----- | --------- |
| Thuis | 0 – 1 | 2 – 2       | 1 – 1 | 5 – 3 | 3 – 0 | 0 – 1     | 6 – 2         | 1 – 1   | 4 – 0 | 7 – 0      | 5 – 1 | 7 – 1   | 4 – 1    | 3 – 0 | 1 – 2     |
| Uit   | 1 – 3 | 1 – 1       | 1 – 1 | 0 – 1 | 0 – 3 | 3 – 0     | 2 – 1         | 4 – 2   | 1 – 2 | 3 – 5      | 1 – 2 | 0 – 1   | 2 – 0    | 0 – 2 | 2 – 5     |

### KNVB beker
| Voorronde                                     | HVC                                                                        | 5 – 1 (2 – 0) | Heracles                      |
| 1 september 1957 Plaats: Amersfoort Birkhoven | Ries van Maarschalkerweerd Wout Heinen Henk Wesseling Siem Sleeking –', –' |               | 60' Herman Vrieling           |
| 1e ronde                                      | HVC                                                                        | 7 – 0 (3 – 0) | Leones                        |
| 26 december 1957 Plaats: Amersfoort Birkhoven | Bennie Marcus –', –' Wout Heinen –', 55', –', –' (pen.), –'                |               |                               |
| 2e ronde                                      | Hermes DVS                                                                 | 0 – 0         | HVC                           |
| 30 april 1958 Plaats: Schiedam Damlaan        |                                                                            |               |                               |
| 3e ronde                                      | Rheden                                                                     | 2 – 1 (1 – 1) | HVC                           |
| 21 mei 1958 Plaats: Rheden Thomassen-terrein  | Ben Zweers 43' Siem Sleeking 63' (e.d.)                                    |               | 4' Ries van Maarschalkerweerd |

## Statistieken HVC 1957/1958

### Eindstand HVC in de Nederlandse Eerste divisie A 1957 / 1958
| Stand | Gespeeld | Gewonnen | Gelijk | Verloren | Punten | Doelpunten voor | Doelpunten tegen |
| ----- | -------- | -------- | ------ | -------- | ------ | --------------- | ---------------- |
| 3e    | 30       | 18       | 5      | 7        | 41     | 78              | 37               |

### Topscorers
| #                 | Naam                       | Goal |
| ----------------- | -------------------------- | ---- |
| 1.                | Wout Heinen                | 36   |
| 2.                | Ries van Maarschalkerweerd | 13   |
| 3.                | Bennie Marcus              | 9    |
| 3.                | Hennie Nederhand           | 9    |
| 5.                | Siem Sleeking              | 4    |
| 6.                | Bertus van de Biezenbos    | 2    |
| 6.                | Ruud Maas                  | 2    |
| 8.                | Joop Brand                 | 1    |
| 8.                | Henk Wesseling             | 1    |
| Onbekend doelpunt |                            |      |
| –                 | Onbekend                   | 1    |
| Totaal            | Totaal                     | 78   |

| #      | Naam                       | Goal |
| ------ | -------------------------- | ---- |
| 1.     | Wout Heinen                | 6    |
| 2.     | Ries van Maarschalkerweerd | 2    |
| 2.     | Bennie Marcus              | 2    |
| 2.     | Siem Sleeking              | 2    |
| 5.     | Henk Wesseling             | 1    |
| Totaal | Totaal                     | 13   |